# Nationalpark Deux Balés
Der Nationalpark Deux Balés wurde 1937 als Forêt Classée des deux Balés gegründet und 1967 zum Nationalpark erklärt. Er liegt im Westen Burkina Fasos, nahe Boromo am westlichen Ufer des Mouhoun und umfasst ca. 56.000 ha.
An Großtieren sind Elefanten, Flusspferde, Büffel, verschiedene Antilopen und Krokodile nachgewiesen.